# Donald Buchanan
Donald Barrington Buchanan (auch Danny Buchanan oder Danny Buck genannt; * 28. September 1942 in St. Elizabeth; † 10. Januar 2011 in Kingston) war ein jamaikanischer Politiker (PNP).

## Leben und Politik
Nach verschiedenen Primary Schools besuchte Buchanan die Excelsior High School und ging danach aufs Waulgrove College. Er studierte später am Trade Union Institute der University of the West Indies und am Front Royal Trade Union Institute in Virginia in den USA.
Von Norman Manley begeistert engagierte sich Buchanan bereits 1958, als er noch die Highschool besuchte, für die People’s National Party (PNP) und unterstützte die Partei im Vorfeld der Wahl von 1959. 
In den Jahren 1975 und 1976 wurde Buchanan stellvertretender Bürgermeister von Black River. Er trat 1980 zum ersten Mal bei der Wahl zum Repräsentantenhaus im Wahlkreis South West St. Elizabeth für die PNP an, unterlag jedoch gegen den Kandidaten der Jamaica Labour Party. Nachdem die PNP dann die Wahl von 1983 boykottierte, trat Buchanan erst 1989 wieder an. Es gelang ihm, South West St. Elizabeth für sich zu entscheiden und er zog ins Parlament ein. Bei den Wahlen 1993, 1997 und 2002 konnte Buchanan seinen Parlamentssitz jeweils verteidigen und schied erst 2007 aus dem Parlament aus, als er nicht wieder zur Wahl antrat, nachdem er den Wahlkreis SW St. Elizabeth 18 Jahre lang im Repräsentantenhaus vertreten hatte.
Er bekleidete während seiner Zeit als Abgeordneter, in der die PNP ununterbrochen die Regierung stellte, verschiedene Ämter. Buchanan war zunächst Staatsminister in verschiedenen Ministerien, wurde dann im Februar 2000 Minister für Arbeit und soziale Sicherheit (Minister of Labour and Social Security), im Jahr 2002 Minister of Water and Housing und war zuletzt Minister of Information and Development in der Regierung von Portia Simpson Miller.
Buchanan war daneben zeitweise Generalsekretär der PNP und langjähriges Mitglied des National Executive Councils der Partei. Er vertrat die PNP auch im Electoral Advisory Committee, das später durch die Electoral Commission of Jamaica ersetzt wurde, der Buchanan bis November 2010 angehörte. 
Buchanan war verheiratet und Vater von sieben Kindern. Bei seinem letzten Interview im November 2010 sprach Buchanan zum ersten Mal öffentlich von seiner Krebserkrankung. Er starb am 10. Januar 2011 im Universitätshospital der University of the West Indies an den Folgen seiner Krankheit. 